# Christia obcordata
Christia obcordata är en ärtväxtart som först beskrevs av Jean Louis Marie Poiret, och fick sitt nu gällande namn av Reinier Cornelis Bakhuizen van den Brink. Christia obcordata ingår i släktet Christia och familjen ärtväxter. Utöver nominatformen finns också underarten C. o. siamensia.